# Phellia rubens
Phellia rubens is een zeeanemonensoort uit de familie Sagartiidae. De anemoon komt uit het geslacht Phellia. Phellia rubens werd in 1869 voor het eerst wetenschappelijk beschreven door Verrill. 